# Tramlijn Loosduinen - Kijkduin
De tramlijn Loosduinen - Kijkduin was een stoomtramlijn in het Westland. Vanuit Loosduinen liep de lijn over de Tramstraat en Kijkduinsestraat (thans gedeeltelijk Pisuissestraat en Ockenburghstraat) naar Kijkduin met een eindpunt in de duinen ter hoogte van de huidige Zandvoortselaan.

## Geschiedenis
De gemeente Loosduinen wilde Kijkduin, dat onder de gemeente Loosduinen viel, als badplaats ontwikkelen met Scheveningen als voorbeeld. Er werd een badhuis ontwikkeld en Kijkduin moest via een tram te bereiken zijn. De WSM kreeg de vergunning en in 1888 opende de lijn van Loosduinen naar Kijkduin, gelijktijdig met het gereedkomen van het nieuwe badhuis. De eerste jaren was het traject verliesgevend, maar de dienstregeling werd voorlopig aangehouden. De lijn werd alleen tijdens de zomer geëxploiteerd, maar bij uitzondering ook in de winter na de annexatie door Den Haag in 1923-24.
De tram reed in 1928 voor het laatst, waarna het spoor werd opgebroken.
De tram werd vervangen door HTM bus N. Sinds 1979 is er een dagelijkse verbinding, thans onderdeel van bus 26.

## Restanten
Het enige dat nog herinnert aan de lijn is de straatnaam Tramstraat in Loosduinen.